# Vinaigrette
A vinaigrette zsiradék (olívaolaj, vagy más étolaj) és valamilyen enyhén savas hozzávaló (pl. fehérborecet, citromlé) elegyéből képzett emulzió, melyet sóval, borssal és más fűszerekkel ízesítenek. Elsősorban salátaöntetként használják, de pácolásra is alkalmas. 
A vinaigrette a francia vinaigre (ecet) szó kicsinyített alakja. A 19. században általában „francia öntet” néven ismerték.

## Elkészítése
Hagyományosan a vinaigrette 3 rész olajból és 1 rész jó minőségű fehérborecetből áll, amelyeket stabil emulzióvá kevernek és sóval és borssal ízesítenek. A vinaigrette kifejezést alkalmazzák különböző arányú keverékekre és instabil emulziókra is, amelyek csak rövid ideig tartanak, mielőtt réteges olaj- és ecetfázisokra válnak szét. Egy kevés mustárt is szoktak hozzáadni, mert segíti az emulzióképződést.
A vinaigrette különböző olajokból és ecetekből készülhet. Az olívaolaj és a semleges növényi olajok, például a szójaolaj, a repceolaj, a kukoricaolaj, a napraforgóolaj, a sáfránymagolaj, a mogyoróolaj vagy a szőlőmagolaj mind gyakoriak. A különböző ecetek, például a málna, különböző ízeket eredményeznek. Ecet helyett citromlé, paradicsom leve, vagy alkohol, például sherry, sűrített bor vagy pezsgő is használható. 
Az olajat ízesíthetjük apróra vágott fokhagymával vagy chilipaprikával, de kerülhet bele paradicsom, kapribogyó is. Az elkészült öntetet zöldfűszerekkel (petrezselyem, bazsalikom) ízesíthetjük. 

### Változatok
Brazíliában az olívaolaj, az alkoholos ecet, a paradicsom, a hagyma és néha a paprika keverékét vinagrete-nek nevezik. Ezt a brazil churrascón szolgálják fel, általában vasárnaponként. A brazil vinagrete nagyon hasonlít a mexikói pico de gallo-hoz. Kína és Japán: szezámolajból/szezámpasztából és rizsecetből készül hasonló salátaöntet. Észak-Kínában néha mustárt is adnak hozzá, hogy fokozzák a szósz ízét és állagát. Észak-Franciaország: Délkelet-Ázsiában: dióolajjal és almaecettel készülhet, és belga endíviasalátához használják. Délkelet-Ázsia: rizskorpaolajat és fehér ecetet használnak alapként friss fűszernövényekkel, chilipaprikával, dióval és lime-lével. Az Egyesült Államok a vinaigrettek sokféle adalékot tartalmazhatnak, például citromot, szarvasgombát, málnát, cukrot, fokhagymát és cseresznyét. Sajtot, leggyakrabban parmezánt vagy kéksajtot is adhatunk hozzá.